# Катастрофа Boeing 707 под Каракасом (1968)
Катастрофа Boeing 707 под Каракасом — авиационная катастрофа пассажирского самолёта Boeing 707-321B американской авиакомпании Pan American, произошедшая в четверг 12 декабря 1968 года в Карибском море близ Каракаса (Венесуэла), при этом погиб 51 человек. На то время это была крупнейшая авиакатастрофа в Венесуэле.

## Самолёт
Boeing 707-321B с регистрационным номером N494PA (заводской — 19696, серийный — 688) был выпущен в том же 1968 году и 7 марта совершил свой первый полёт, после чего 28 марта поступил к заказчику — американской авиакомпании Pan American World Airways (коротко — Pan American), где также получил имя Clipper Malay. Его четыре двухконтурных реактивных двигателя были модели Pratt & Whitney JT3D-3B, каждый из которых развивал силу тяги до 18 000 фунтов (8200 кг).

## Экипаж
Экипаж лайнера состоял из 9 человек:
- Командир воздушного судна — 50-летний Сидни Э. Стиллуог (англ. Sidney E. Stillwaugh). Общий налёт 24 000 часов, в том числе 6737 часов на Boeing 707[4].
- Второй пилот — Уильям Дж. Кэнелл (англ. William J. Canell).
- Бортинженер — Ричард Х. Тайтус-младший (англ. Richard H. Titus, Jr.).
- Бортпроводники:
  - Альфред К. П. Крюгер (англ. Alfred C. P. Krueger),
  - Хайди М. Кэплан (англ. Heidi M. Caplan),
  - Франсиска Б. Байерс (англ. Franciska B. Buyers),
  - Кэтрин М. Кейн (англ. Katherine M. Kane),
  - Ива Йоханссон (англ. Eva Johansson),
  - Мэриан Л. Эмбри (англ. Marianne L. Ambrey).

## Катастрофа
Самолёт выполнял международный пассажирский рейс PA-217 (позывные — Clipper 217) из Нью-Йорка в Каракас, а на его борту находились 42 пассажира и 9 членов экипажа. Уже ночью авиалайнер начал выполнять заход на посадку в аэропорту Майкетия. Затем в 22:05 в 18,4 километрах от берега быстро снижающийся «Боинг» врезался в поверхность Карибского моря и взорвался.
Когда в аэропорту узнали о случившемся, то спустя минут 15 были начаты поисковые работы. Были задействованы пять военных кораблей, 3 гражданских судна, а также самолёты, вертолёты и отдельные частные лодки. Поиски велись всю ночь, но было найдено только 26 тел и ни одного выжившего. Многие тела были съедены акулами. Все, кто был на борту (51 человек), погибли. На то время это была крупнейшая авиационная катастрофа в Венесуэле, пока всего через четыре месяца её втрое не превзошла катастрофа DC-9 в Маракайбо (155 погибших).

## Известные пассажиры
В катастрофе погибла Ольга Антонетти — победительница конкурса красоты Мисс Венесуэла 1962.

## Причины
Согласно данным из архива Национального совета по безопасности на транспорте (США), причиной катастрофы стала ошибка экипажа. Заход выполнялся ночью при хорошей видимости, поэтому пилоты перестали следить за приборами, перейдя на визуальный полёт. Ориентируясь относительно огней города, командир скорректировал наклон траектории снижения к аэропорту, однако не учтя, что сам Каракас расположен на склоне, то есть его поверхность также наклонена к горизонту. В результате, летя ночью над морской поверхностью, на которой не было видимых ориентиров, авиалайнер начал круто снижаться, пока не врезался в воду.
Встречаются данные, что официально причины происшествия не были установлены. Возможно, что на самом деле авторы путают катастрофу американского Clipper Malay с произошедшей через год в этом же месте катастрофой французского Chateau de Kerjean.